# Deusdedit
Svatý Deusdedit (též zvaný Adeodatus I.; ??, Řím – 8. listopad 618, Řím) byl papežem od 19. října nebo 13. listopadu 615 až do své smrti.

## Život
Podle tradice je prvním papežem, který opatřoval své výnosy olověnou pečetí (bulae), což dalo jméno papežské bule.